# Amalavague
Albums de Éric Charden
J’suis snob
Amalavague est le dix-septième album solo d'Éric Charden, sorti en 2007.

## Liste des titres
1. Ce n'est pas vrai
2. Le portrait de Dorian Gray
3. Lettre d'adieu à Paris
4. 60 ans
5. Famille nouvelle
6. Amour amour
7. 5 de coco
8. Je vous retiens
9. Je te ramasse
10. Une rose, un baiser et c'est tout
11. Suzanne invente des amours
12. Star évanouie
13. Le Loup